# دن اوکانل
دن اوکانل (انگلیسی: Dan O'Connell) کارگردان فیلم‌های پورنوگرافی است. وی رئیس و یکی از مؤسسان استودیوی فیلم‌های پورنوگرافی لزبین گرلفرندز فیلمز (به انگلیسی: Girlfriends Films) است. او و مؤسس دیگر این استودیو موس (به انگلیسی: Moose) (که معاون رئیس آنجاست) این استودیو را در سال ۲۰۰۲ ایجاد کردند. اوکانل ۹۵ درصد فیلم‌های این استودیو را نوشته و کارگردانی می‌کند.